# Великий льох
«Вели́кий льох» — політична поема-містерія Тараса Шевченка, написана 1845 року, у якій поет в алегорично-фантастичній формі осмислює історію України в її основних кризових моментах, що стали послідовними етапами її занепаду.

## Історія написання і публікації
Поема написана в жовтні 1845 року в Миргороді під час гостювання у Шевченкового знайомого П. Шершавицького, чиновника канцелярії повітового маршалка. Первісний текст не відомий. Наприкінці жовтня 1845 року, перебуваючи на Полтавщині й зустрівшись з О. С. Афанасьєвим-Чужбинським, Шевченко ознайомив його з містерією «Великий льох», яка тоді ще не мала назви. «Дивные вещи были у Шевченка! — згадував згодом О. С. Афанасьєв-Чужбинський. — Из больших в особенности замечательны: „Иоанн Гус“, поэма, и мистерия без заглавия. В первой он возвысился, по моему мнению, до своего апогея, во второй, уступающей „Гусу“ по содержанию, он рассыпал множество цветов чистой украинской поэзии» («Русское слово». — 1861. — № 5. — С. 8). Після повернення до Києва Шевченко десь у квітні — червні 1846 року переписав «Великий льох» разом з іншими своїми творами з невідомого автографа до рукописної збірки «Три літа». Під час оправлення збірки у вигляді цілісного альбому, складеного з дев'яти зшитків меншого обсягу, поет припустився недогляду і завів до нього зшиток із заключним текстом «Великого льоху» (рядками 444—547) раніше від зшитка з початком містерії (рядками 1 — 443). Помилку виправлено астериском, поставленим власноручно Шевченком після 443 рядка «І заходилися копать» (на останній сторінці теперішнього восьмого зшитка, який насправді мав бути сьомим), і ним же повтореним перед 444 рядком «Копають день, копають два» (на першій сторінці теперішнього сьомого зшитка, який насправді мав бути восьмим). Під час переписування твору до цих зшитків, з яких потім було складено цілісну збірку «Три літа», Шевченко поправив 151, 327 та 350-й рядки, згодом вніс ще низку виправлень: чорнилом темнішого кольору — в рядки 154, 162, 165, 167, 210, 255, 352, олівцем — у 212-й рядок. Правку олівцем, імовірно, зроблено під час перебування Шевченка в лютому — березні 1847 року у А. І. та І. І. Лизогубів у Седневі на Чернігівщині і тоді ж її наведено по олівцю чорнилом.
У середині 1840-х років, до арешту поета 5 квітня 1847 року, деякі фрагменти твору починають поширюватись у рукописних списках, зокрема у колі учасників Кирило-Мефодіївського братства. Під час арештів кирило-мефодіївців списки «Великого льоху» відібрано у В. М. Білозерського та М. І. Костомарова. Обидва списки неповні, обидва походять, хоч і не безпосередньо, від збірки «Три літа» і відбивають її текст, крім виправлення у рядку 212, зробленого Шевченком олівцем у лютому — березні 1847 року, коли він перебував у Седневі.
Після арешту Шевченка, в роки його заслання, початок містерії переписав О. М. Бодянський, частину тексту мав М. О. Максимович. Два розділи твору: «Три ворони» та «Три лірники», тобто рядки, після повернення із заслання мав П. О. Куліш. Це був, найімовірніше, список зі списку (копій) низки творів поета зі збірки «Три літа», зробленого А. І. Лизогубом під час перебування поета в нього у Седневі в лютому — березні 1847 року. За свідченням Л. М. Жемчужникова в пізніших листах до О. Я. Кониського, А. І. Лизогуб власноручно переписав низку цих творів для нього, а він ознайомив з ними й П. О. Куліша. З невстановленого неповного й недосконалого списку містерію наприкінці 50-х років XIX ст. переписав І. М. Лазаревський (зберігається в Інституті літератури імені Тараса Шевченка НАН України).
Список М. Лазаревського не відбивав остаточного тексту «Великого льоху», створеного у збірці «Три літа», і містив багато спотворень та перекручень. Переглядаючи його після повернення із заслання, Шевченко зробив численні виправлення, зокрема, закреслено останні 47-53 рядки, частину спотворень усунув, частково відновив варіанти збірки «Три літа», подекуди створив нові, проте, зроблені з пам'яті, ці правки не усунули всіх спотворень і відмін від тексту збірки «Три літа». Вперше поему без частини «Три душі» надруковано в журналі «Правда» (1869, № 2—3); повністю — в «Кобзарі» (том 2, Прага, 1876).

## Жанр, сюжет, композиція
Шевченко визначив жанр твору підзаголовком містерія, розуміючи під цим терміном різновид сучасної йому романтичної алегорично-символічної поеми в європейській, зокрема польській і російській літературі (містерії і поеми Дж. Г. Байрона, В. К. Кюхельбекера, Є. П. Гребінки, А. Міцкевича, З. Красінського й інші). Форма містерії знайома була Шевченкові з українського народного вертепного театру, пов'язаного з традиціями вертепної драми середньовіччя. Саме цей жанр дав змогу Шевченкові об'єднати в одному творі події часів Б. Хмельницького, Петра І, Катерини ІІ, сучасної йому дійсності й навіть майбутнього. Композиційно поему побудовано за принципом троїстості: три частини, у кожній — три діючі особи, симетрію частин підкреслено «автономністю» змісту й настрою їх («Три душі», «Три ворони», «Три лірники» і епілога «Стоїть в селі Суботові»), кожна з яких має свій алегоричний зміст.
Авторові належить лише композиційна рамка, ліричний епілог та окремі ремарки, слово ж надане самим персонажам: їх троє у кожній з трьох сцен.
Партії персонажів — це ліризовані монологи-передісторії трьох дівочих душ; злісне каркання й похвальба трьох ворон — злих демонів українського, російського й польського народів; безглузда суперечка трьох лірників. Дійового драматургічного характеру полілог ворон набуває лише в момент містеріальної кульмінації — повідомлення української ворони про народження двох близнят Іванів — антагоністів: майбутнього національного провідника та майбутнього ката України (символ двійнят надзвичайно поширений у світових міфологіях). Мотив братів-антиподів бере свій початок ще з Біблії (Каїн — Авель, Яків — Ісав, Йосиф і брати), міститься у творах європейських літератур, багатоманітно представлений у фольклорі, зокрема українському.
На змісті й стилі твору позначилися такі риси романтичних поем-містерій, як гротескова неймовірність зображуваного, участь надприродних сил, у подіях твору, алегоричність персонажів або ситуацій, драматизована форма діалогів тощо.

## Ідейно-тематичний зміст
У поемі роздуми поета про минуле та майбутнє свого народу, втілені в складну драматичну композицію й насичену символікою поетичну мову, набули історіософської та трансцендентальної глибини. Поет висвітлив причини перетворення України в колонію самодержавної Російської імперії, а відтак і про шлях її визволення. В основі змістового ядра поеми — образ «великого льоху». Це складний символ, у якому за образом реального льоху-схованки відкривається його глибинний смисл: це національна святиня саме як скарб духовний, це ідея народної волі й державної незалежності та її героїчне здійснення всією громадою. У творі поєднується реально-історичний пласт з фантастичним, навіть містичним. Сюжет має три часових плани — минулий, сучасний, майбутній. Сучасним є зовнішній подвійний пласт: перед очима читача-глядача містерії відбуваються діалоги душ-пташок, ворон, лірників і заключний епізод розкопування льоху під будинком Б. Хмельницького, викладений розповідачем. Там знайдено лише останки невідомих в'язнів, жертв чи учасників колишньої боротьби. Минуле — це три зламні й трагічні для України події: перша — Переяславська рада 1654 року, яку поет визнав помилкою Б. Хмельницького. Друга катастрофа — поразка І. Мазепи у відчайдушній спробі вирватися з-під протекторату царської Росії, жахлива розправа фельдмаршала О. Д. Меншикова над Батурином, гетьманською столицею. Третя — зруйнування Катериною ІІ основ гетьманської держави: розгром Запорозької Січі, ліквідація гетьманства, відрив від нації власної еліти шляхом перетворення в малоросійське дворянство, а також закріпачення селян.
Перша частина містерії — «Три душі». У народній міфології пташка символізує людську душу. Тут три грішні душі — пташки — чекають розкопин Богданової церкви в Суботові, бо «…так сказав Петрові Бог: // Тойді у рай їх повпускаєш, // Як все москаль позабирає, // Як розкопа великий льох». За які ж гріхи їх так тяжко покарано і чому визначено саме таку умову прощення? Перша душа, бувши людиною («Прісею звалась»), перейшла дорогу гетьманові з відром води вповні (за народним повір'ям — на щастя), — «А того й не знала, // Що він їхав в Переяслав // Москві присягати!». Тією «клятою водою» вона «батька, матір, себе, брата // Собак отруїла». Другу душу не пускають у рай, бо вона Петрові, «цареві московському коня напоїла», коли той вертався з Полтави, — а тим часом Батурин «Москва вночі запалила», вирізавши старого й малого; сама ж вона «меж трупами валялась», поки одірвали «од матері неживої», щоб пустити «москалям на грище», а потім і вона «зотліла у хаті», як інші, та й досі літає «над ярами»… Третя ж у Каневі, коли цариця Катерина пливла на кораблі Дніпром, усміхнулася цариці — і зразу ж їй «духу не стало!»: «Чи я знала, ще сповита, // Що тая цариця — // Лютий ворог України, // Голодна вовчиця!..».
Невинність цих душ, пояснювана несвідомістю, тим не менше, обертається непрощенним гріхом, зумовленим безмірністю бід, заподіяних Україні спершу гетьманом, а потім російськими царем і царицею, — і непрощенністю будь-якої причетності до них, будь-якої, хоч і мимовільної, солідарності. У такий спосіб Шевченко висловив міру свого стражденного переживання історичної кривди, яка не лишилася в минулому, а вросла в майбутнє України. Втім і несвідомість, яку собі в оборону виставляють усі три душі, — не таке вже й важливе виправдання, бо йдеться не про особисту несвідомість, а про колективну, зумовлену недостатністю національного самоусвідомлення. Це три історичні стани національної несвідомості: тих, хто підтримував Переяславську раду; тих, хто зрадив Мазепу й допомагав Петрові нищити Україну; тих, хто сприяв Катерині ІІ у ліквідації Запорозької Січі, Гетьманщини та в запровадженні кріпацтва. Так що і вина, і кара мають тут символічне значення, а не персоналізоване.
Друга частина містерії — «Три ворони». На відміну від першої, «монологічної» (послідовна сповідь трьох душ), друга «діалогічна»: своєрідна дискусія української, російської та польської ворон — демонізованих істот, які уособлюють зло в історії трьох народів. Вони вихваляються своїми подвигами супроти своїх народів, сперечаються, хто з них більше зла накоїв. Їхню «національну належність» слід розуміти в сенсі їхньої «призначеності» опікуватися відповідним народом від сил апокаліптичного зла, троїсте представництво цих сил є своєрідною геополітичною моделлю української історії. Тобто вони символізують суму бід, яких зазнав той чи той народ, — хоч «походження» тих бід могло бути різним: і зовнішнім (вороже насильство), і внутрішнім (власне безголов'я, розбрат, зрада, класовий егоїзм, пристрасть до самознищення; у цьому випадку українська ворона — це ніби реалізація потенціалу несвідомості трьох душ із першої частини; власне, кожна з ворон утілює й «негатив» своєї нації). У всіх способах чинення зла найбільших успіхів досягла українська ворона, і її декларації найкрасномовніші. Вона вихваляється і своєю давністю, саркастично відкидаючи російську схему східнослов'янської історії («Ви ще й не родились, // Як я отут шинкувала // Та кров розливала! // Дивись, які! Карамзіна, бачиш, прочитали!»); і своїми міжнародними акціями («Я спалила // Польщу з королями»); а надто ж винахідливістю у вимордовуванні українського люду, козацтва: «А з вольними козаками // Що я виробляла? // Кому я їх не наймала // Не запродавала». Щиро дивується вона витривалості того люду: «Та й живущі ж, проклятущі!». А все-таки й вона мусить визнати, що не здатна претендувати на першість у людоморстві: «І я люта, а все-таки // Того не зумію, // Що москалі в Україні // З козаками діють». В активі польської та російської ворон здобутків і аргументів набагато менше. Польська ворона може похвалитися хіба тим, що побувала в Парижі і «три злота з Радзивілом // Та з Потоцьким пропила» (натяк на те, що керівники польського повстання 1830—1831 років непогано влаштувалися в еміграції, тоді як багато тисяч інспірованих ними повстанців спіткала інша доля). Трохи більший здобуток у російської ворони: «И я таки пожила: // С татарами помутила, // С мучителем покутила, // С Петрухою попила // Да немцам запродала». Але й польська, й російська ворони змушені визнати домінування української ворони, якій належить ініціатива не зовсім зрозумілої для них акції: «Чого ж ти нас закликала? // Щоб на льох дивиться?» І тут пріоритетна українська ворона втаємничує їх в апокаліптичну вість: «Сю ніч будуть в Україні // Родиться близнята. // Один буде, як той Гонта. // Катів катувати! // Другий буде…оце вже наш! // Катам помагати…» Це, власне, центр ідейної напруги містерії, вершина її історіософської метафорики. Два Івани — це дві різноспрямовані енергії в одному народі, які протягом принаймні трьох із половиною століть української історії, руйнуючи Україну, діставали максимальне вираження в конкретних яскравих постатях. Героїзмові боротьби за Україну протистояло завзяття зради.
| Ліві лапки | ... Обох братів, ще й близнят, — звуть Іванами, що навряд чи можна витлумачити інакше, ніж знак розщеплення єдиного національного організму, роздвоєння, яке криє в собі величезну руйнівну силу, Цей розбрат ще не оприявнився, він поки що не має чітких ознак і контурів, адже близнята щойно народилися, але він невідворотний, фатальний, наперед визначений екзистенційною природою долі України — Юрій Барабаш | Праві лапки |

Третя частина містерії — «Три лірники» — немовби знімає апокаліптичну напругу і знижує тон містерії до побутового (що відповідає і традиції вертепу, де містерійна символіка перебивається бурлеском, де був «верх» і «низ»; відповідає і природі Шевченкової поезії з її безперервними перепадами емоційного «тиску»). Ці троє лірників — «Один сліпий, другий кривий, // А третій горбатий», — які йшли до Суботова з надією, що «пожива буде», — це ніби пародія на образ Шевченкового кобзаря-Перебенді. Недолугі «брехні» лірників відтінюють абсурдність ситуації з великодержавницьким шуканням своїх «древностей» на чужій землі. Далі ситуація з лірниками переходить у сатиричний гротеск фіналу містерії: приїздить начальство, переконавшись, що замість скарбів у льоху знайшли лише кістяки, зганяє злість на лірниках: «Я вам дам Богдана, // Мошенники, дармоеды! // И песню сложили // Про такого ж мошенника…». Тут ще раз Шевченко недвозначно виказав своє ставлення до «спадщини Богдана» та наслідків його Переяславського акту. Але кінцеві рядки містерії «Так малий льох в Суботові // Москва розкопала! // Великого ж того льоху // Ще й не дошукалась» — не дошукалась, бо він у глибині буття українського народу.
До «Великого льоху» примикає вірш «Стоїть в селі Суботові», що вважається закінченням містерії. Справді, це розвиток тієї самої теми. Але тут поет сам бере голос і «прямим текстом» дає свій присуд Богданові Хмельницькому, ще раз говорячи про наслідки його нерозважливості, — але й застерігає тих, хто сміється з України: це ще не останній акт історичної драми, ще буде правда на землі — «Встане Україна».

## Символіка твору

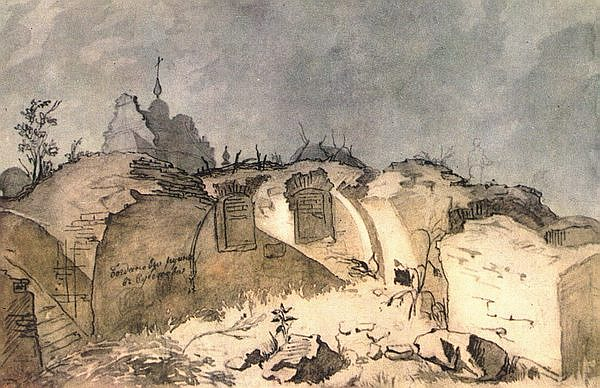
«Руїни Суботова», малюнок Шевченка

Символ великого льоху в Шевченка — це варіація і поглиблення символу могили (козацької могили, кургану), що проходить крізь усю його творчість, знаменуючи то історичну пам'ять народу й нагадування про героїчне минуле, то докір забудькуватим сучасникам, то марноту людських зусиль перед плином часу, то погубленість України або, навпаки, тимчасову запечатаність у підземеллі тієї сили, яка має визволитися й воскресити Україну.
Але могила у Шевченка має вимір не лише висоти, а й глибини: у ній сховано той дорогоцінний скарб, який, згідно з народною міфологією, відкривається лише посвяченому в таємницю, за сакральним кодом; якого шукають і не можуть знайти вороги, а в ньому ж — розгадка життя, дух воскресіння України. Оцей вимір «глибини» і став головним у символі могили — «глибокого льоху» — в містерії, безпосереднім поштовхом до написання якої були враження від археологічних розкопин, алегорично переосмислених у контексті привласнення російською офіційною ідеологією української минувшини, але зміст якої став «метасимволом» протистояння України й ворожої їй імперії. У поемі у філософсько-притчевій формі сконцентровано історіософію Шевченка — його погляд на трагічно-зламні моменти історії України й ментальність різних верств суспільства, їхню позицію,- тобто комплекс факторів, які призвели до повного поневолення й руїни. Виражено тут і його віру в глибинні життєтворчі струмені нації, яка народить свого визволителя, віру в міць її вільного духу — цього справжнього скарбу великого льоху.